# Tryb ofertowy
Tryb ofertowy – złożenie przez zamawiającego oferty, czyli oświadczenia zawierającego propozycję zawarcia umowy, w której zostały określone co najmniej istotne elementy treści umowy (przedmiot umowy, czas wykonania i wysokość wynagrodzenia).
Oferta może być skierowana do jednej lub kilku firm. Jest wiążąca dla składającego i dla adresata po jej przyjęciu. Zamawiający powinien określić czas, do którego jest związany ofertą. W przeciwnym razie:
- oferta złożona za pomocą środka bezpośredniego porozumiewania się (np. telefonu) przestaje wiązać składającego ją, gdy nie została przyjęta w toku prowadzonej rozmowy,
- jeżeli oferta została złożona w inny sposób (np. listownie albo faksem), to przestaje wiązać po upływie czasu, w którym zamawiający mógł w zwykłym trybie otrzymać odpowiedź bez uzasadnionego opóźnienia,
- oferta złożona w postaci elektronicznej wiąże składającego, jeżeli druga strona niezwłocznie potwierdzi jej otrzymanie.

Zawarcie umowy następuje gdy adresat oferty złoży w oznaczonym terminie oświadczenie o przyjęciu oferty. Gdy jednak oferta zostanie przyjęta przez wykonawcę z proponowanymi poprawkami lub zmianami, wówczas traktuje się ją jako nową ofertę złożoną zamawiającemu przez wykonawcę. Umowa dojdzie do skutku pod warunkiem, że druga strona wyrazi zgodę na wprowadzenie zmian.
W trybie ofertowym można złożyć zamówienie kilku potencjalnym wykonawcom i żądać od nich złożenia ofert odpowiadających warunkom zamówienia (konkurs ofert). Spośród otrzymanych ofert wybiera się najkorzystniejszą i zawiera umowę ze składającym ją oferentem.